# Eparchie bilocerkvenská
Eparchie Bila Cerkva je eparchie ukrajinské pravoslavné církve Moskevského patriarchátu.

## Území a titul biskupa
Zahrnuje správní hranice území rajónů jižní části Kyjevské oblasti.
Eparchiálnímu biskupovi náleží titul biskup bilocerkvenský a bohuslavský.

## Historie
Roku 1032 založil velkokníže Jaroslav I. Moudrý město Jurjev, které se stalo centrem jurjevské eparchie.
Ve 12. století změnil biskupský stolec své umístění. Od roku 1150 do roku 1154 se nacházel v Kanivu, od roku 1197 do roku 1198 v Bělgorodu a poté se vrátil do Jurjeva.
Po Mongolském pádu na Rus začal církevní život na tomto území upadat. Církevní život se začal částečně obnovovat poté, co se území stalo součástí Litevského velkoknížectví. Město Jurjev bylo obnoveno ale získal název Bila Cerkva.
Prve litevská velkoknížata upřednostňovali pravoslavnou církev ale jejich dědici přijali římský katolicismus. Vstoupili do úzkého spojenectví s Polskem a pravoslavnou církev začali utlačovat.
Po vzniku Brestlitevské unie, tlak na pravoslavné zesílil.
Roku 1620 jeruzalémský patriarcha Theofanes III. oživil pravoslavnou hierarchii na Ukrajině.
Po druhém rozdělení Polska roku 1793 začala eparchie znovu ožívat. Došlo k masovému návratu uniátů k pravoslaví.
V 19. století se eparchie stala součástí kyjevské metropole.
Po Říjnové revoluci roku 1917 začalo ničení chrámů a zavírání monastýrů.
Roku 1921 byl zřízen bilocerkvenský vikariát kyjevské eparchie.
V létě 1994 byla Svatým synodem Ukrajinské pravoslavné církve eparchie obnovena.

## Seznam biskupů

### Eparchie jurjevská
- Michail (zmíněn v letech 1071–1073)
- Antonij (zmíněn v letech 1088–1091)
- Marin/Karion (zmíněn 1091–1095)
- 1113–1121 Daniil
- Mark (do roku 1134)
- Karion (1184–1197)
- Adrian (1197) správce s titulem bělgorodský a jurjevský
- Damian (zmíněn 1147–1155)
- Alexij (zmíněn roku 1200)

### Bilocerkvenský vikariát kyjevské eparchie
- 1921–1925 Dymytrij (Verbyckyj)
- 1992–1992 Ipolyt (Chylko)
- 1992–1993 Ionafan (Jeleckich)

### Eparchie bilocerkvenská
- 1994–2007 Serafym (Zaliznyckyj)
- 2007–2012 Mytrofan (Jurčuk)
- od 2012 Augustin (Markevič)